# Метронит

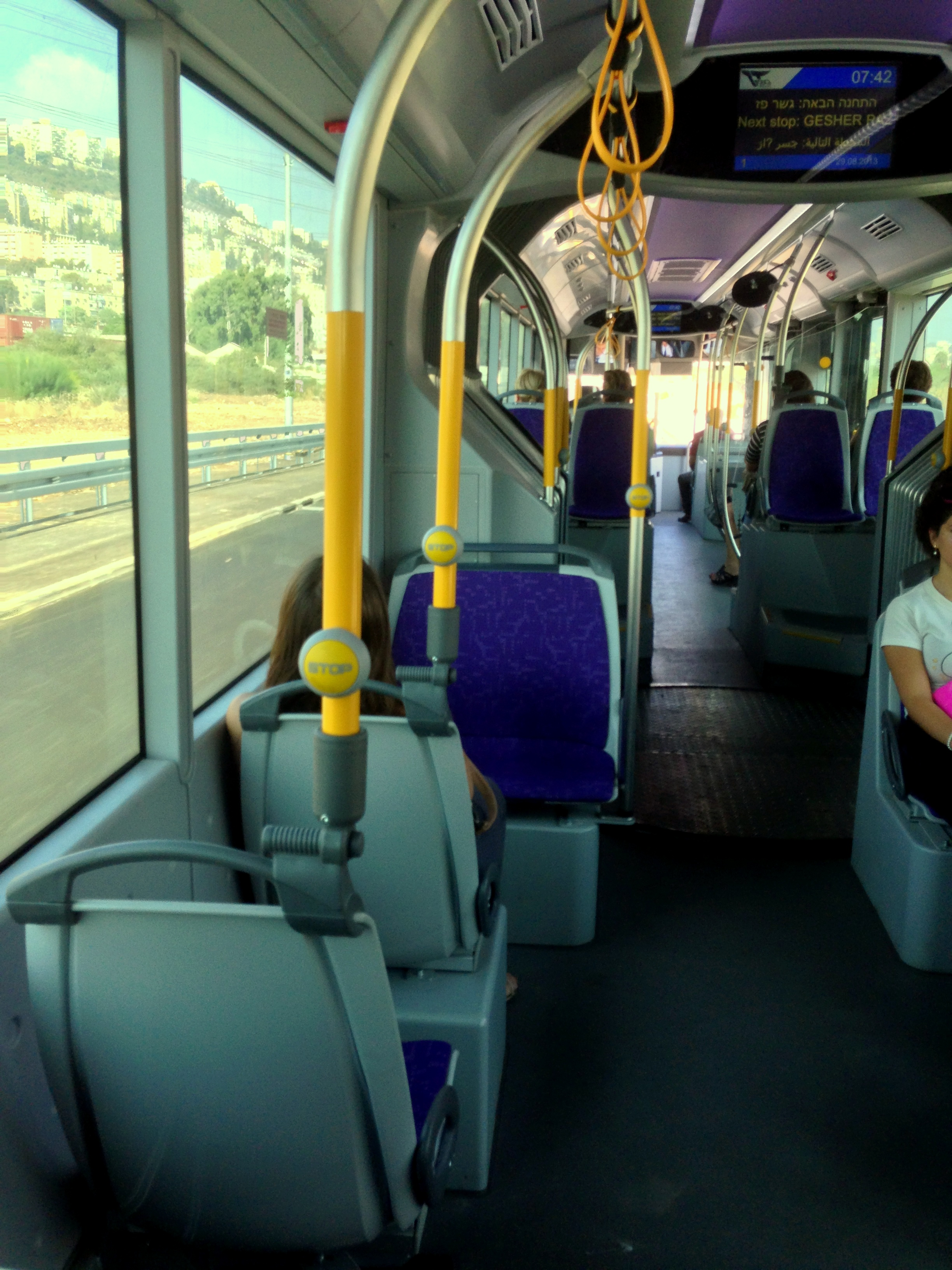
Внутри старого автобуса

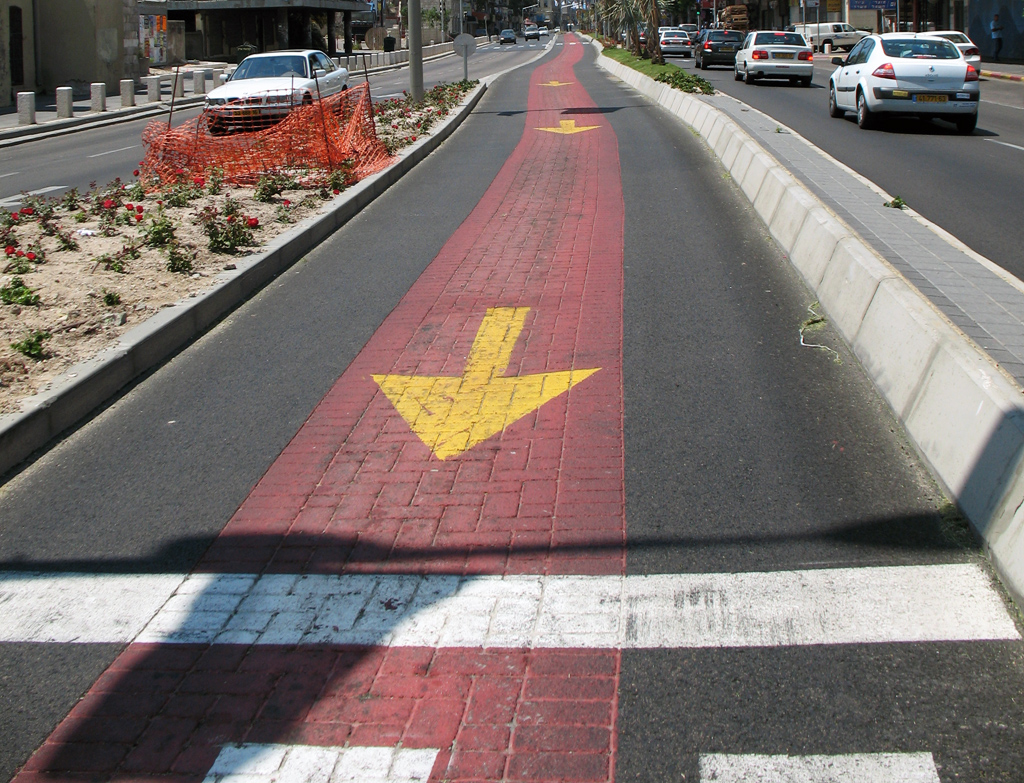
Так выглядит полоса движения «Метронит»

«Метронит» (ивр. מטרונית‎) — система скоростного автобусного транспорта в Израиле, обслуживающая город Хайфа и его пригороды. Система состоит из специальных сочленённых автобусов, передвигающихся по выделенному для них особому маршруту.
Название «Метронит» было образовано от слова «метро» по созвучию с другими видами транспорта в Хайфе: так, в городе существует метрополитен «Кармелит» и система районных автобусов «Шхунатит».
Подвижной состав представляет собой 90 автобусов большой вместимости длиной 18,75 метра, курсирующих по четырём маршрутам. Вместимость каждого автобуса — 120—140 пассажиров. Некоторые из автобусов оснащены гибридными двигателями (шесть автобусов Phileas производства APTS), в настоящее время проходят испытания на предмет возможности более широкого использования подобных машин. Остальные автобусы представляют собой обычные автобусы с дизельным двигателем MAN Lion’s City GL, собранные в Израиле на предприятии под названием «Хааргаз», а также электробусы от компании Golden Dragon. Общая протяженность сети составляет 60 км, из которых 40 км проходят по выделенным полосам.
Движение автобусов «Метронит» не зависит от движения остального транспорта из-за использования автобусами выделенной линии, оснащённой собственными светофорами. Линия движения «Метронит» представляет собой полосу шоссе, выложенную специальной плиткой, окрашенной в тёмно-красный цвет. Автобус, движущийся по линии, следует по установленному маршруту, отмеченному на полосе специальной, встроенной в дорожное полотно, магнитной или оптической разметкой.
Система «Метронит» стартовала в Хайфе и её пригородах 2 августа 2013 года в тестовом режиме, в рамках которого пассажирам предоставлялось право бесплатного проезда, в полном объёме, с взиманием оплаты за проезд новый вид транспорта начал работать 23 декабря 2013.
С марта 2021 года стала возможна оплата проезда с помощью мобильного телефона через приложение министерства транспорта «ха-Тахана» («Станция») и трех лицензированных приложений: Moovit, «Рав-пас» и ANY-WAY.
15 октября 2021 году система «Метронит» была перекупленна компанией SuperBus и модернизирована. Теперь по маршрутам Метронит ходят электрические автобусы.

## Действующие и строящийся маршруты
Есть шесть действующих маршрутов. Первые три появились с открытием системы Метронит в 2013 году, в мае 2022 к ним присоединился четвёртый маршрут, и в ноябре 2022 открылись маршруты 5 и 5א (пять Алеф) 
| Номер | Маршрут                                                                                     | Частота                                                  | Особенности |
| ----- | ------------------------------------------------------------------------------------------- | -------------------------------------------------------- | --- |
| 1     | от станции Хоф-ха-Кармель до центральной станции Крайот через Нижний Город Хайфы            | 6-10 минут в пике (6:00-21-00) 20 минут ночью и в Шаббат | Работает без перерывов 24/7 включая вечер пятницы и субботу (Шаббат)                                                                           |
| 2     | от района Бат-Галим до Кирьят-Ата через Нижний Город Хайфы                                  | 8-10 минут в пике (6:00-21:00) 10-15 минут (21:00-23:00) | |
| 3     | от района Адар до центральной станции Крайот через Кирьят Ям                                | 8-10 минут в пике (6:00-21:00) 10-15 минут (21:00-23:00) | Круговой маршрут |
| 4     | от станции Хоф а-Кармель до центральной станции Крайот через тоннели Кармеля и Гранд Каньон | 8-10 минут в пике (6:00-21:00) 10-15 минут (21:00-23:59) | - «Экспресс» - линия имеет всего 5 остановок в Хайфе - Проезжает через Кармельские туннели - Часть маршрута проезжает не по отведённым полосам |
| 5     | от района Адар до автобусного терминала Ягур через Нешер                                    | 10 минут                                                 | Круговой маршрут |
| 5א    | от района Бат Галим до автобусного терминала Ягур через нижний город Хайфы и Нешер          | 15-20 минут (только в Шаббат)                            | - Работает только в Шаббат - Является удлинненым маршрутом 5.                                                                                  |

Первый метронит это единственный и уникальный в Израильском транспорте проект - он действует 24/7 (в том числе вечером пятницы и в Шаббат), что делает его одним из важнейших ночных маршрутов Хайфы.
Также есть несколько маршрутов которые находятся в строительстве или планировании. За это в данный момент отвечает государственная компания «Хуца Исраэль». 
| Номер (предполож.) | Маршрут | Новые районы                                  | Статус                                   |
| ------------------ | --- | --------------------------------------------- | ---------------------------------------- |
| 6                  | от центра психологического здоровья Тират-Кармеля до автобусного терминала Ягур через улицы Разиэль, Йосефталь, Вайцман, Жаботинский и Герцль в Тират Кармеле и Нижний город Хайфы | Центр Тират-Кармеля                           | В строительстве компанией «Хуца Исраэль» |
| 7                  | от улицы Моцкин в Тират-Кармеле до автобусной станции Ха-Мифрац в Хайфе через район Неот-Перес и нижний город Хайфы                                                                | Центр Тират-Кармеля, район Неот-Перес в Хайфе | В строительстве компанией «Хуца Исраэль» |
| 8                  | район Неве Ша’анан в Хайфе (точный маршрут не указан) | районы Неве Ша’анан и Рамот Неве Ша’анан      | В планировании                           |
| 9                  | от станции Кармелита «Мерказ Ха-Кармель» до Хайфского Университета через улицу Мория, центр Хорев и улицу Аба Хуши                                                                 | Верхний Кармель, Мория                        | В Планировании                           |
| 10                 | Кирьят Ата (точный маршрут не указан) | -                                             | В планировании                           |

## Галерея

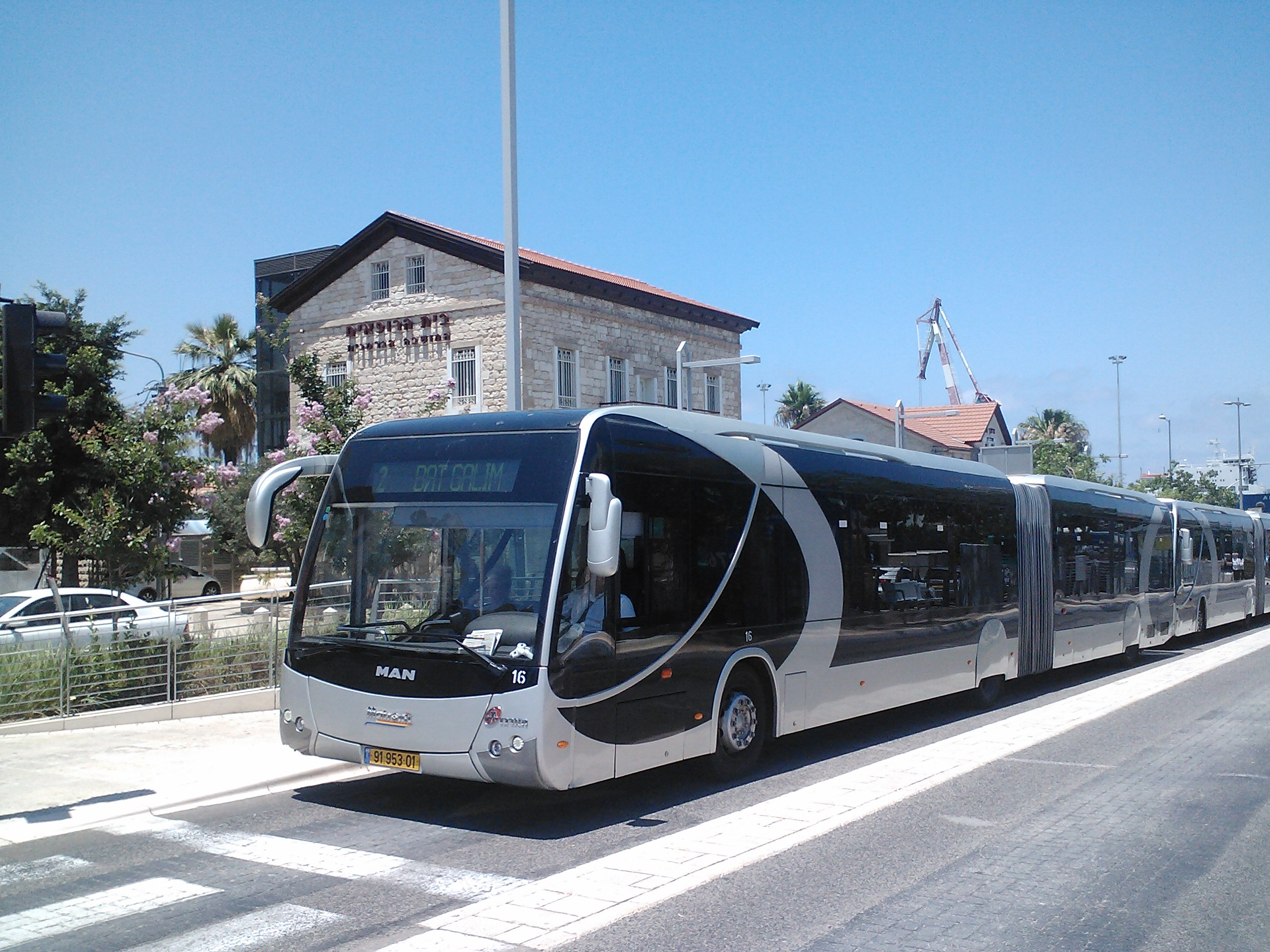
Старый метронит на улице Хайфы 24 июня 2014.
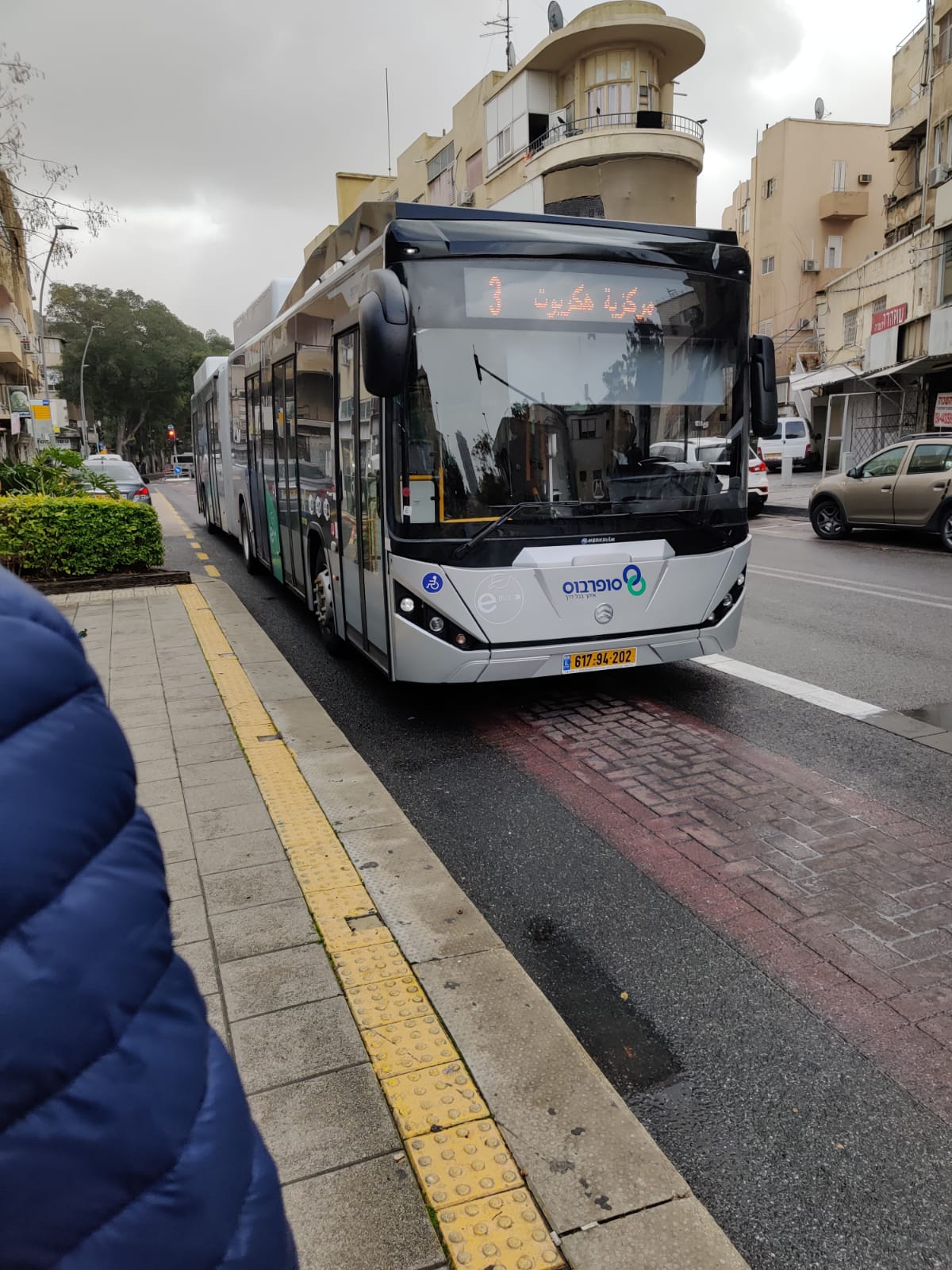
Электрический автобус Метронита
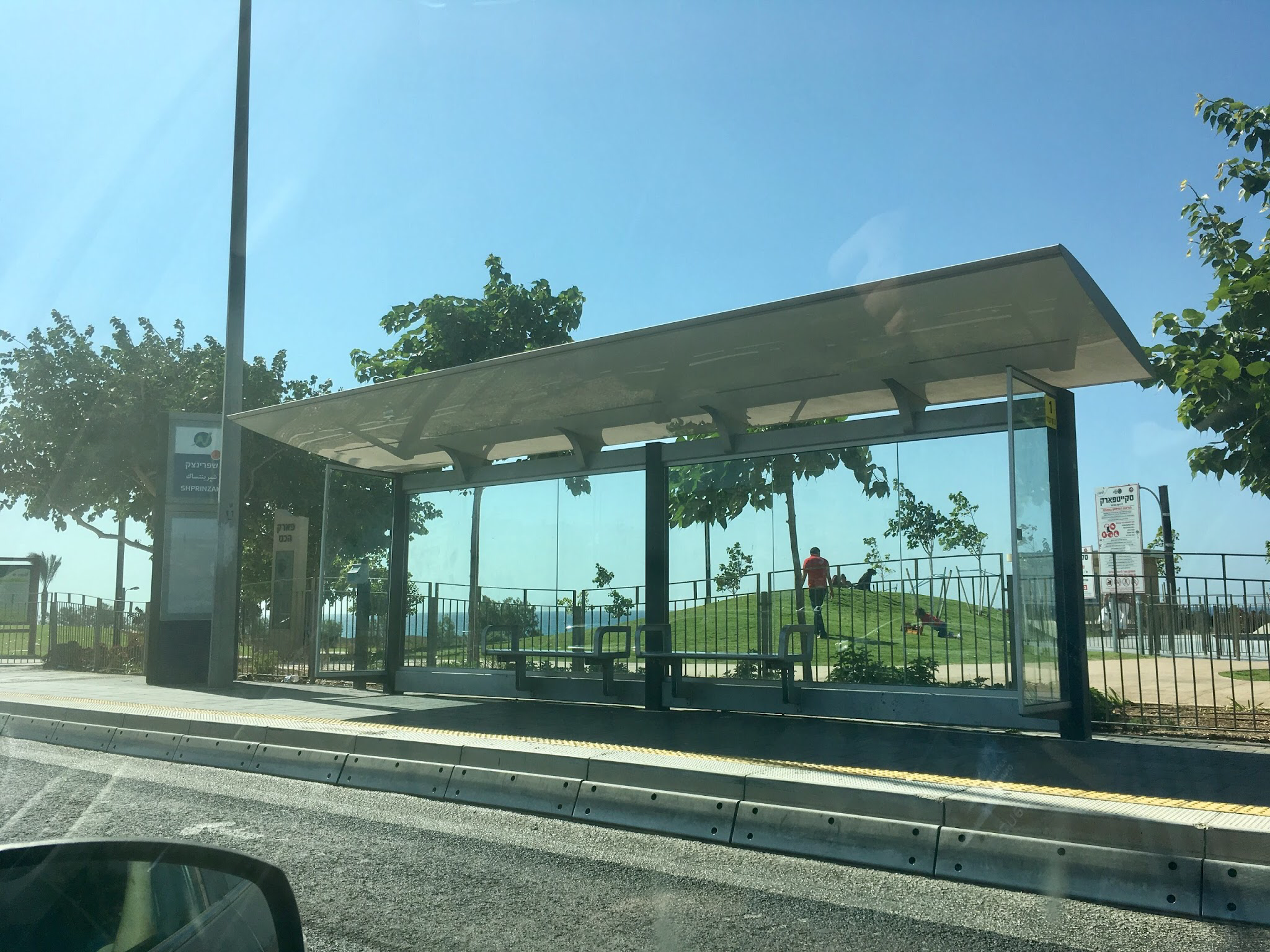
Остановка Метронита
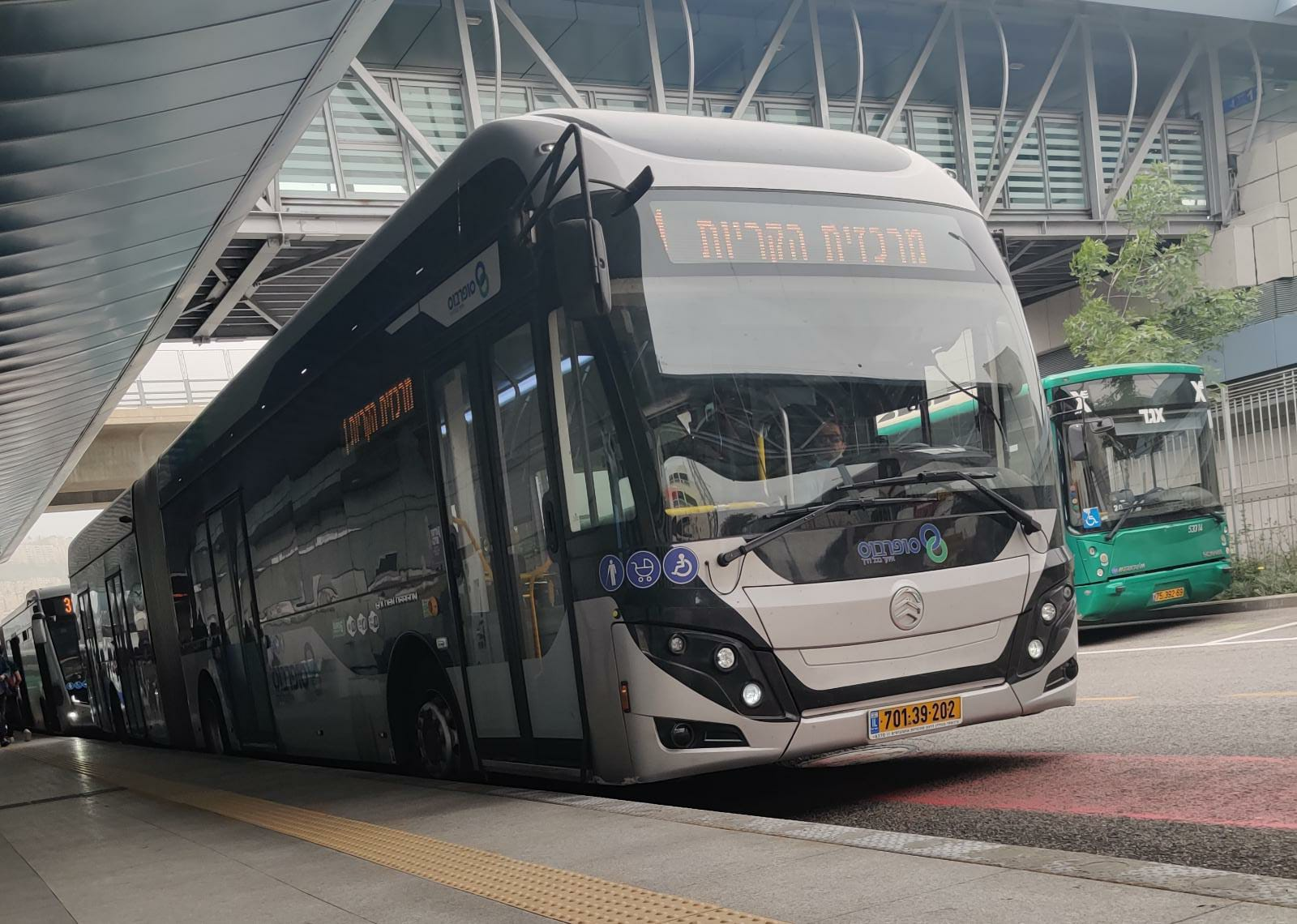
Автобус Метронита на станции Ха-Мифрац
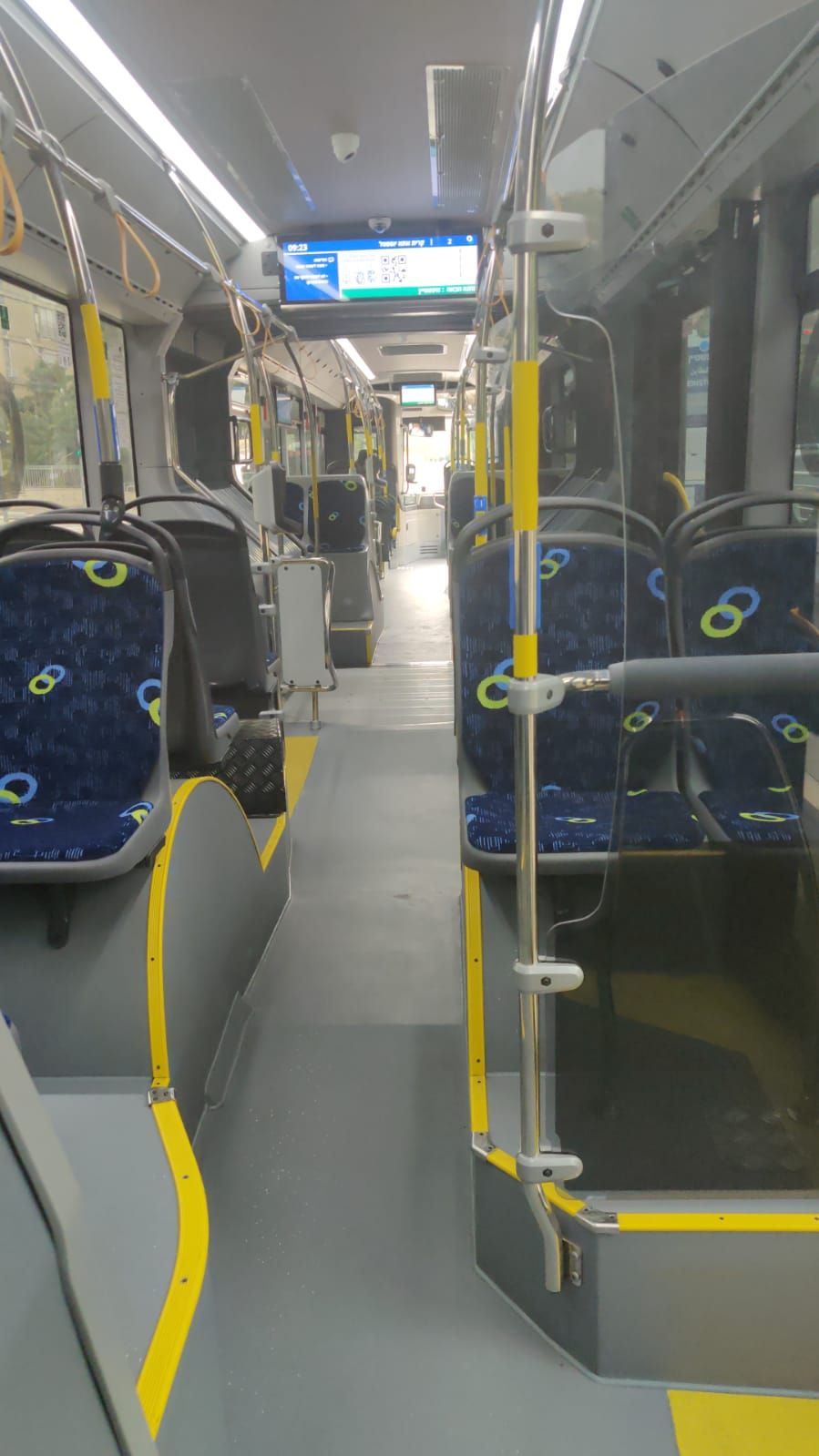
Внутри нового Метронита